# Putin musi odejść

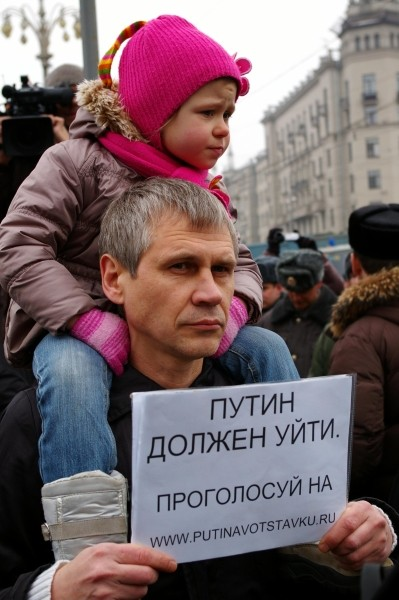
Uczestnik manifestacji w Moskwie 20 marca 2010, z hasłem kampanii przeciwko Putinowi

Putin musi odejść (ros. Путин должен уйти) – slogan polityczny i hasło kampanii społecznej w Rosji rozpoczętej 10 marca 2010, z żądaniem pozbawienia urzędu prezydenta Federacji Rosyjskiej, Władimira Putina.
Autorem hasła kampanii na rzecz odsunięcia od władzy Władimira Putina był rosyjski dziennikarz i politolog Andriej Piontkowski. 10 marca 2010 w dzienniku „Jeżedniewnyj Żurnał” ukazało się posłanie do obywateli Rosji pod tytułem Путин должен уйти (Putin musi odejść), którego autor lub autorzy uznawali osobę Putina za główną przeszkodę w rozwoju Rosji i czynnik blokujący reformy społeczno-polityczne. Tekst wyrażał przekonanie, że uwolnienie Rosji od putinizmu to pierwszy krok na drodze do nowej, wolnej Rosji. Winą za kryzys w Rosji obciążali także otoczenie prezydenta Borysa Jelcyna, które doprowadziło Putina do władzy, oraz Dmitrija Miedwiediewa, określanego jako locum tenens Putina. Autorzy wzywali pracowników struktur siłowych, aby nie występowali przeciwko swojemu narodowi i nie wypełniali rozkazów skorumpowanej elity politycznej. Posłanie podpisało 34 opozycyjnych polityków i działaczy społecznych, wśród nich Jelena Bonner, Władimir Bukowski, Garri Kasparow i Lew Ponomariow.
Na łamach pisma „Jeżedniewnyj Żurnał” rozpoczęto akcję zbierania podpisów pod posłaniem, ale po licznych atakach hakerskich zostało ono przeniesione na specjalną stronę PutinaVotstavku.ru; wkrótce potem posłanie ukazało się także na portalach niezależnych grani.ru i kasparow.ru. 12 marca posłanie podpisało 2500 osób, a do końca 2010 ich liczba wzrosła do prawie 70 000. W marcu 2010 działacze Zjednoczonego Frontu Obywatelskiego rozpoczęli serię pikiet, które miały na celu umożliwienie podpisania przesłania tym osobom, które nie korzystają z Internetu. 18 listopada 2010 Ilja Jaszyn zorganizował jednoosobowy protest pod hasłem Putin musi odejść przed moskiewskim Białym Domem.
Do grudnia 2013 liczba podpisów wzrosła do 150 000.